# Bisperække for Sjællands Stift
Bisperækken for Sjællands stift er en liste over personer, som var biskop i Sjællands Stift efter reformationen. I denne periode var Roskilde Domkirke fortsat stiftets domkirke, mens bispen residerede i København. 
- 1537-1560 Peder Palladius
- 1560-1569 Hans Albertsen
- 1569-1590 Poul Madsen
- 1590-1614 Peder Jensen Vinstrup, ikke at forveksle med Peder Pedersen Winstrup (1605-1679), biskop i Lund 1638-79.
- 1614-1638 Hans Poulsen Resen
- 1638-1652 Jesper Rasmussen Brochmand
- 1652-1653 Hans Hansen Resen
- 1653-1655 Laurids Mortensen Scavenius
- 1655-1668 Hans Svane (titulær ærkebiskop)
- 1668-1675 Hans Wandal
- 1675-1693 Hans Bagger
- 1693-1710 Henrik Bornemann
- 1710-1737 Christen Worm
- 1737-1757 Peder Hersleb
- 1757-1783 Ludvig Harboe (Herslebs svigersøn)
- 1783-1808 Nicolai Edinger Balle (Harboes svigersøn)
- 1808-1830 Friedrich Christian Carl Hinrich Münter
- 1830-1834 Peter Erasmus Müller
- 1834-1854 Jacob Peter Mynster
- 1854-1884 Hans Lassen Martensen
- 1884-1895 Bruun Juul Fog
- 1895-1909 Thomas Skat Rørdam
- 1909-1911 Peder Madsen
- 1911-1922 Harald Ostenfeld

Ostenfeld fortsatte som biskop i København, mens Henry Fonnesbech-Wulff blev bisp i Roskilde.